# Papiro 71

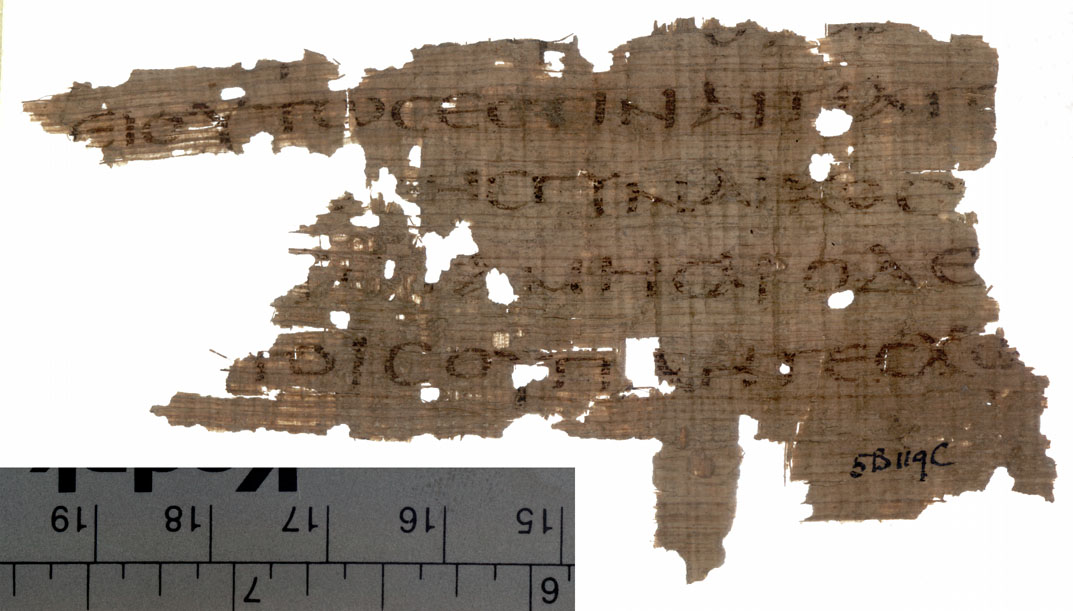
Papiro 71.

El Papiro 71 (en la numeración Gregory-Aland) designado como {\displaystyle {\mathfrak {P}}}71, es una copia antigua de una parte del Nuevo Testamento en griego. Es un manuscrito en papiro del Evangelio de Mateo y contiene la parte de Mateo 19:10-11.17-18. Ha sido asignado paleográficamente al siglo IV.
El texto griego de este códice es un representante del Tipo textual alejandrino, también conocido neutral o egipcio, pero con algunas lecturas bizantinas. Kurt Aland la designó a la Categoría II de los manuscritos del Nuevo Testamento.
Este documento se encuentra en el Museo Ashmolean ((Ashmolean Museum of Art and Archaeology)) (P. Oxy. 2385), en Oxford.